# Franz Aubell
Franz Aubell (* 21. Februar 1878 in Graz; † 5. Mai 1954) war ein österreichischer Geodät. Er war Professor für Feldmess- und Markscheidekunde an der Montanuniversität Leoben.

## Leben
Aubell war der Sohn eines Druckereibesitzers und studierte nach dem Abitur in Graz ab 1896 Bauingenieurwesen an der TH Graz. 1904 wurde er dort mit einer Dissertation über Geodäsie promoviert. Danach war er Assistent des Geodäten Adolf Klingatsch (1864–1926). Von 1904 bis 1910 studierte er in Graz außerdem Theoretische Physik und Astronomie. Als Markscheider war er in verschiedenen österreichischen Bergwerken tätig. 1911 wurde er Nachfolger von Florian Lederer (1876–1910) als Professor für Geodäsie in Leoben, zunächst als a.o. Professor, ab April 1917 als o. Professor. Im Juli 1911 wurde er „für die Dauer der laufenden fünfjährigen Funktionsperiode als Mitglied in die Prüfungskommission für die zweite Staatsprüfung der Fachschule für Bergwesen“ an der Montanistischen Hochschule in Leoben berufen.
Franz Aubell führte höhere Geodäsie und Photogrammetrie als Lehrfächer ein und gründete 1919/20 eine eigene Fakultät für Markscheidewesen. 1917–1920 und 1931/32 war er Rektor. Er verbesserte Vermessungsgeräte und publizierte zum Beispiel über Ausgleichsrechnung und befasste sich mit Geschichte der Geodäsie. Wegen hoher Belastung durch die Lehre konnte er viele Publikationsprojekte nicht vollenden oder umsetzen. 1927 wurde er in die Deutsche Akademie der Naturforscher Leopoldina gewählt. 1930 gründete er den Österreichischen Markscheiderverein. Am 24. März 1950 wurde er zum Hofrat ernannt.
Er war ab dem 3. Juli 1914 mit der Industriellentochter Berta Krempl verheiratet und hatte drei Kinder. Sein Sohn Eginhard fiel am 29. Juli 1943 als Leutnant während der Dritten Ladoga-Schlacht in Russland.
Franz Aubell war Vorstand des Leobener Musikvereins und des studentischen Unterstützungsvereins. Als  Student wurde er Mitglied der Sängerschaft Gothia Graz. Das Corps Erz verlieh ihm 1951 die Corpsschleife.

## Schriften (Auswahl)
- Ein reduzierendes Doppelbild-Tachymeter. In: (Österreichische) Zeitschrift für Vermessungswesen. Organ des Vereines der österr(eichischen) k. k. Vermessungsbeamten / Österreichische Zeitschrift für Vermessungswesen. Organ des österreichischen Geometervereines / Österreichische Zeitschrift für Vermessungswesen. Organ des österreichischen Vereins für Vermessungswesen / Österreichische Zeitschrift für Vermessungswesen. Herausgegeben vom österreichischen Verein für Vermessungswesen, 1. Februar 1910, S. 35–47 (online bei ANNO). (Teil 1)
- Ein reduzierendes Doppelbild-Tachymeter. In: (Österreichische) Zeitschrift für Vermessungswesen. Organ des Vereines der österr(eichischen) k. k. Vermessungsbeamten / Österreichische Zeitschrift für Vermessungswesen. Organ des österreichischen Geometervereines / Österreichische Zeitschrift für Vermessungswesen. Organ des österreichischen Vereins für Vermessungswesen / Österreichische Zeitschrift für Vermessungswesen. Herausgegeben vom österreichischen Verein für Vermessungswesen, 1. März 1910, S. 67–76 (online bei ANNO). (Teil 2)
- Ein reduzierendes Doppelbild-Tachymeter. In: (Österreichische) Zeitschrift für Vermessungswesen. Organ des Vereines der österr(eichischen) k. k. Vermessungsbeamten / Österreichische Zeitschrift für Vermessungswesen. Organ des österreichischen Geometervereines / Österreichische Zeitschrift für Vermessungswesen. Organ des österreichischen Vereins für Vermessungswesen / Österreichische Zeitschrift für Vermessungswesen. Herausgegeben vom österreichischen Verein für Vermessungswesen, 1. April 1910, S. 119–122 (online bei ANNO). (Teil 3)
- Ein reduzierendes Doppelbild-Tachymeter. In: (Österreichische) Zeitschrift für Vermessungswesen. Organ des Vereines der österr(eichischen) k. k. Vermessungsbeamten / Österreichische Zeitschrift für Vermessungswesen. Organ des österreichischen Geometervereines / Österreichische Zeitschrift für Vermessungswesen. Organ des österreichischen Vereins für Vermessungswesen / Österreichische Zeitschrift für Vermessungswesen. Herausgegeben vom österreichischen Verein für Vermessungswesen, 1. Mai 1910, S. 145–153 (online bei ANNO). (Teil 4)
- Ein reduzierendes Doppelbild-Tachymeter. In: (Österreichische) Zeitschrift für Vermessungswesen. Organ des Vereines der österr(eichischen) k. k. Vermessungsbeamten / Österreichische Zeitschrift für Vermessungswesen. Organ des österreichischen Geometervereines / Österreichische Zeitschrift für Vermessungswesen. Organ des österreichischen Vereins für Vermessungswesen / Österreichische Zeitschrift für Vermessungswesen. Herausgegeben vom österreichischen Verein für Vermessungswesen, 1. Juni 1910, S. 197–204 (online bei ANNO). (Teil 5)
- Ein reduzierendes Doppelbild-Tachymeter. In: (Österreichische) Zeitschrift für Vermessungswesen. Organ des Vereines der österr(eichischen) k. k. Vermessungsbeamten / Österreichische Zeitschrift für Vermessungswesen. Organ des österreichischen Geometervereines / Österreichische Zeitschrift für Vermessungswesen. Organ des österreichischen Vereins für Vermessungswesen / Österreichische Zeitschrift für Vermessungswesen. Herausgegeben vom österreichischen Verein für Vermessungswesen, 1. Juli 1910, S. 231–240 (online bei ANNO). (Teil 6)